# Fintice
Fintice (do roku 1927 Finčice, maďarsky Finta, německy Finzitze) jsou obec na Slovensku v okrese Prešov. Žije v ní přibližně 2 600 obyvatel. První písemná zmínka o obci pochází z roku 1271.

## Historie
Podle archeologických nálezů žil v této oblasti v neolitu lid bukovohorské kultury. Z pozdější doby zde byly nalezeny stopy osídlení halštatské kultury.
První písemná zmínka o vesnici pochází z roku 1272 a nachází se v listině krále Štěpána V. Uherského vydané vojevůdcům Janovi a Štěpánovi, synům hraběte Bieda. Předtím byli její obyvatelé hraničáři v královských službách a v té době zde pravděpodobně stála strážní věž. Kostel a kněz jménem Pavel jsou zmiňováni již v papežském soupisu desátků sepsaném v letech 1332–1337. V roce 1427 byla obec daněna z padesáti port. Gotický kaštel nechal postavit majitel rodu Fintai. V roce 1493 je v listině opět zmíněn vesnický farář. Na konci 16. století se majiteli panství stali Darholci, kteří zámek přestavěli v renesančním stylu. Po vymření Darholců v roce 1662 se stal majetkem rodu Pethő. Na počátku 18. století získali panství Dessewffyové a v té době ve vsi fungoval mlýn. V roce 1787 zde žilo v 80 domech 573 obyvatel. V roce 1797 byla v obci již katolická škola. V roce 1828 žilo v 112 domech 833 obyvatel. Hlavním zaměstnáním bylo zemědělství a práce v lesích. V 19. století zde byl kamenolom, po druhé světové válce v obci byly provozovány dva kamenolomy. Do roku 1920 obec náležela do okresu Prešov a do Šarišské župy.

## Geografie
Obec leží na severovýchodním okraji Šarišské vrchoviny na pravém břehu řeky Sekčov.
Území obce se rozkládá v nadmořské výšce 254–739 metrů, střed obce je ve výšce 270 metrů a nejnižší bod s výškou 254 metru je u řeky Sekčov. Nejvyšším bodem je vrch Stráž (740 metrů).
Povrch v jižní části území tvoří pahorkatina, severní část má vrchovinný charakter. Z geologického hlediska je území tvořeno terciérními uloženinami, karpatským flyšem a sopečnými horninami (ryolity, ryolitové tufy a tufity). Lesní porost s převahou dubu, habru a borovice je pouze v severozápadní části obce. V severní části území se nachází přírodní rezervace Fintické svahy.
Sousední obce:
|             | Záhradne        |          |
| Veľký Šariš |                 | Kapušany |
|             | Nižná Šebastová |          |

Obec náleží do regionu Šariš.